# 热河道
热河道，清朝、中华民国初期行政区划名。
- 1740年三月置分巡热河道，治承德州，有道员和知府的双重功能。1748年，为按察使司副使衔。光绪初年称为整饬分巡口外热河等处地方兵备道。1911年，加提法使衔。管辖承德府、朝阳府、赤峰直隶州。
- 1914年7月置热河道，治承德县（今河北承德市）。属热河特别区。辖承德、滦平、平泉、隆化、丰宁、塔沟（1914年8月改名凌源）、朝阳、阜新、建平、绥东、赤峰、开鲁、林西、围场14县，经棚设治局。辖区约当今河北省北部承德地区，辽宁省西南部及内蒙古自治区东南部。1914年11月经棚设治局升县。1924年2月由开鲁县析置鲁北设治局。1925年9月由巴林左右二旗析置林东设治局。1926年7月由阿鲁科尔沁旗析置天山设治局。1928年废，划归热河省。